# Pčinja, Kolašin
Pčinja este un sat din comuna Kolašin, Muntenegru. Conform datelor de la recensământul din 2003, localitatea are 59 de locuitori (la recensământul din 1991 erau 61 de locuitori).

## Demografie
În satul Pčinja locuiesc 38 de persoane adulte, iar vârsta medie a populației este de 31,3 de ani (29,4 la bărbați și 34,4 la femei). În localitate sunt 18 gospodării, iar numărul mediu de membri în gospodărie este de 3,28.
|  |

| Demografie | Demografie | Demografie |
| An         | Locuitori  | Locuitori  |
| ---------- | ---------- | ---------- |
|            |            |            |
|            |            |            |
|            |            |            |
|            |            |            |
| 1948       | 20         |            |
| 1953       | 57         |            |
| 1961       | 54         |            |
| 1971       | 70         |            |
| 1981       | 68         |            |
| 1991       | 61         | 61         |
| 2003       | 59         | 59         |

| \| Componența etnică conform recensământului din 2003[2] \| Componența etnică conform recensământului din 2003[2] \| Componența etnică conform recensământului din 2003[2] \| Componența etnică conform recensământului din 2003[2] \| Componența etnică conform recensământului din 2003[2] \| \| ----------------------------------------------------- \| ----------------------------------------------------- \| ----------------------------------------------------- \| ----------------------------------------------------- \| ----------------------------------------------------- \| \| \| \| \| \| \| \| Muntenegreni \| Muntenegreni \| \| 41 \| 69,49% \| \| Sârbi \| Sârbi \| \| 18 \| 30,5% \| \| necunoscută \| necunoscută \| \| 0 \| 0% \| |              |  |    |        |
| Componența etnică conform recensământului din 2003 |              |  |    |        |
| |              |  |    |        |
| Muntenegreni | Muntenegreni |  | 41 | 69,49% |
| Sârbi | Sârbi        |  | 18 | 30,5%  |
| necunoscută | necunoscută  |  | 0  | 0%     |